# Sportul și școala
Sportul și școala este un film românesc din 1970 regizat de Florica Holban.